# Home Nations Championship 1903
Home Nations Championship 1903 – dwudziesta pierwsza edycja Home Nations Championship, mistrzostw Wysp Brytyjskich w rugby union, rozegrana pomiędzy 12 stycznia a 21 marca 1903 roku. W turnieju zwyciężyła Szkocja, która pokonała wszystkich rywali i tym samym zdobyła Triple Crown.
Zgodnie z ówczesnymi zasadami punktowania przyłożenie i karny były warte trzy punkty, podwyższenie dwa, natomiast pozostałe kopy cztery punkty.

## Mecze
| 10 stycznia 1903 | Walia                                                | 21:5(21:0) | Anglia                     | St. Helen's Ground, Swansea Widzów: 30 000 Sędzia: Robin Welsh |
| 10 stycznia 1903 | Hodges 9 (3P) Owen 3 (P) Pearson 3 (P) Jones 6 (3pd) | 21:5(21:0) | Dobson 3 (P) Taylor 2 (pd) | St. Helen's Ground, Swansea Widzów: 30 000 Sędzia: Robin Welsh |

| 7 lutego 1903 | Szkocja                | 6:0(3:0) | Walia | Inverleith, Edynburg Widzów: 9000 Sędzia: Ed Martelli |
| 7 lutego 1903 | Kyle 3 (P) Timms 3 (K) | 6:0(3:0) |       | Inverleith, Edynburg Widzów: 9000 Sędzia: Ed Martelli |

| 14 lutego 1903 | Irlandia                | 6:0(6:0) | Anglia | Lansdowne Road, Dublin Sędzia: James Findlay |
| 14 lutego 1903 | Ryan 3 (P) Corley 3 (K) | 6:0(6:0) |        | Lansdowne Road, Dublin Sędzia: James Findlay |

| 28 lutego 1903 | Szkocja       | 3:0 | Irlandia | Inverleith, Edynburg Sędzia: Frederick Alderson |
| 28 lutego 1903 | Crabbie 3 (P) | 3:0 |          | Inverleith, Edynburg Sędzia: Frederick Alderson |

| 14 marca 1903 | Walia                                             | 18:0(9:0) | Irlandia | Cardiff Arms Park, Cardiff Sędzia: Percival Coles |
| 14 marca 1903 | Brice 3 (P) Gabe 3 (P) Lloyd 6 (2P) Morgan 6 (2P) | 18:0(9:0) |          | Cardiff Arms Park, Cardiff Sędzia: Percival Coles |

| 21 marca 1903 | Anglia                     | 6:10(3:7) | Szkocja                                | Athletic Ground, Richmond Widzów: 25 000 Sędzia: W.M. Douglas |
| 21 marca 1903 | Dobson 3 (P) Forrest 3 (P) | 6:10(3:7) | Dallas 3 (P) Simson 3 (P) Timms 4 (dg) | Athletic Ground, Richmond Widzów: 25 000 Sędzia: W.M. Douglas |

## Inne nagrody
- Triple Crown –  Szkocja (po pokonaniu wszystkich rywali)
- Calcutta Cup –  Szkocja (po zwycięstwie nad Anglią)
- Drewniana łyżka –  Anglia (za zajęcie ostatniego miejsca w turnieju)